# Marie Margaretha Anklin
Marie Margaretha Anklin (Bazel, 26 februari 1878 - aldaar, 13 juli 1916) was een Zwitserse lerares, violiste en bibliothecaresse.

## Biografie
Marie Margaretha Anklin was een dochter van Johann Anklin, een meubelmaker, en van Marie Célestine Doyen. Ze was lerares middelbaar onderwijs in haar geboortestad Bazel en studeerde viool in verscheidene Duitse conservatoria. Ze had evenwel een ruimere interesse voor literatuur, en werd bibliothecaresse van het Borromäum in Bazel. Vanaf 1910 ontwikkelde ze een hechte vriendschap met de Oostenrijkse schrijfster Enrica von Handel-Mazzetti, die ze verdedigde nadat ze in de katholieke pers van plagiaat werd beschuldigd.

## Werken
- (de)  Enrica von Handel-Mazzetti und Karl Schönherr, 1911.